# レイン・スルタノフ
レイン・スルタノフ（Rain Sultanov、出生名：Rain Aladdin oglu Sultanov、1965年4月29日- ）はアゼルバイジャンのジャズ・ミュージシャン。ソプラノ・サックス奏者で、アゼルバイジャンの名誉芸術家である。

## 生涯
1925年にバクーで生まれる。兄弟のラウフ、ラミンもミュージシャンになっている。14歳で音楽学校でクラリネットを始める。この時代のレインのジャズへの興味はウェザー・リポート、マイルス・デイビスなどに影響を受けている。16歳でサックスを身に付ける。ソビエト陸軍の軍楽隊に4年間参加した。バクーのアセフ・ザイナリ国立音楽院で音楽教育を受けた。1985年にはチャイコフスキー、モーツァルト、エバーハルト・ウェーバーなどを演奏した。レインは既にこの時期、ジャズの作曲も始め、当時既にジャズを試みていたポラド・ビュルビュルオグルのアシーク楽団にも招待された。
1988年に、リャシド・ベフブドフの招待でアゼルバイジャン国立歌曲劇場にて、チャーリー・パーカーやマイケル・ブレッカーの曲を演奏した。アゼルバイジャン国立音楽院に入り、1989年にはアゼルバイジャン国立オーケストラ「ガヤ」に参加した。1992年に、アゼルバイジャン国営放送エストラーダ交響楽団にジャズ関連のソロ奏者として参加、1992年から1994年にかけてはモスクワやトルコのジャズクラブやコンサートで演奏。1995年に初の自身の作曲作品を発表した。
1996年−1997年にはスルタノフはドイツのジャズ・フェスティバルのメンバーとなった。ドイツ滞在中に "Last moment"、"Crazy world "などを作曲し、帰国後 「Syndicate」というグループを結成した。レインの兄ラウフ・スルタノフ（ベース）、エルダル・ルザグルザデ（ピアノ）、ハムドゥラ・ガファリ（ギター）、ヴァギフ・アリエフ（パーカッション）がこのグループのメンバーだった。
1997年7月14日から15日にかけて、「シンジケート」グループ初のソロ・コンサート「ラスト・モーメント」が開催された。「シンジケート」はそのオリジナル曲で、短期間のうちに大きな成功を収めた。1997年から1998年にかけて、スルタノフはジョン・コルトレーンやマイルス・デイヴィスのスタンダード曲をバクーとドイツのほとんどのジャズクラブで演奏した。1998年に「シンジケート」グループはノヴォシビルスクで開催された国際ジャズ・フェスティバルに招待され、カーティス・フラー（トロンボーン）、アダム・ロジャース（ギター）、ドニー・マッカスリン（サックス）などの著名なミュージシャンとジャム・セッションを行った。1999年1月、グループ「シンジケート」は初のCDアルバム「Last moment」をリリースした。その後間もなく、作曲家として作品と卓越した演奏を新しい方向で追求することを決意し、ソロ・アルバム『Mugham - Meqam』を発表。このアルバムは、スルタノフの母国アゼルバイジャンでも他国でも大成功を収めた。このアルバムの作品、バクーのラジオのトップ10に入り、イスラエルのラジオでも人気となった。
2005年に、バクー・ジャズ・フェスティバルを創設。
2008年、スルタノフは2年間かけて制作したアルバム『Tale Of My Land』を完成させた。スルタノフはこのプロジェクトを「アルバム・ブック」と呼んでいる。アルバムは2枚のディスクで構成され、3時間に及ぶ。1枚目はミュージカルだが、2枚目にはアゼルバイジャンとトルコの映画監督が撮影した17分の短編映画が収録されている。アルバムの第一部にはスルタノフのインタビューがあるが、第二部にはジャズミュージシャンとしての楽曲があり、子供や老人、特に難民の写真が付されている。第3部はミニクリップで、その主なモチーフは戦争と戦争がもたらす悲劇であった。

## ディスコグラフィー
- Last Moment（1999年）Syndicateとして
- Mugham - Meqam（2000年）
- City of Jazz（2003年）
- Tale Of My Land(2008年)
- Inspired By Nature（2013年）[8]
- Cycle（2018年）
- Influence（2020年）

## 栄典
2018年5月27日に、アゼルバイジャンの名誉芸術家の称号を授与された
。